# Seznam postav v knize a seriálu Ferda Mravenec
Tento článek je seznam postav v knížce a seriálu Ferda Mravenec, uvedeny jsou všechny postavy jak ze seriálu tak z knížek o něm.

## Hlavní postavy
Pravidelně se objevují alespoň v knize nebo seriálu.
|   | Postava        | Popis |
| - | -------------- | --- |
|   | Ferda mravenec | Hlavní postava. Nežije trvale v mraveništi, ale má svůj domek a často někam cestuje. Je smělý a šikovný a každému, kdo ho požádá, rád s něčím pomůže a poslouží a je často u někoho ve službě. Je veselý, ale když ho někdo naštve, tak mu za to klidně provede nějakou zlomyslnost. |
|   | Brouk Pytlík   | Jeden z několika kamarádů Ferdy Mravence, je nešikovný a všechno pokazí. Narodil se a vyrůstal v kině a rád se pořád vychloubá a snaží se předvádět, co viděl ve filmech. O hloupostech, které provádí, je i celá knížka Brouk Pytlík.                                               |
| * | Pupkáč         | Velmi macatý zelený brouk klidné povahy. Rád se neustále něčím láduje. |
|   | Beruška        | Beruška se Ferdovi líbí, ale ona se Ferdu snaží hlavně využívat. Její povaha je konfliktní a k ostatním má velmi nepříjemné a urážlivé chování. |
| * | Čmuchálek      | Malý brouk, něco jako Ferdův pes. |
| * | Arambula       | Starší pavouk křižák klidné a moudré povahy. |

## Ostatní
Objevují se jen krátkodobě při určitých příbězích.
|   | Postava              | Popis |
| - | -------------------- | --- |
|   | Trumbelínek          | Mravenec z mraveniště, je velmi hloupý a často i otravuje. Jednou zmlátil Ferdu, když Ferda hrál ježibabu a Ferda mu pak za to na oplátku potají nařezal.                                                                                |
|   | Luční koník          | Ferda si jej zkrotil a ochočil. Od té doby ho má u sebe u domku ve dvoře. Je Ferdovi věrný. Půjčil jej i Berušce. |
|   | Ploštice             | Velká ploštice, která přepadla a zničila Ferdovu loď, když pluli po řece. |
|   | Chroust              | Chroust, známý Ferdy, jednou ho zachránil před mravkolvem Ťutínkem. Za to Ferda pro chroustovy larvy udělal domky. |
|   | Ťutínek              | Zuřivý mravkolev, jeho táta si Ferdu chytil a odvedl a chtěl ho donutit, aby mu nadháněl ostatní mravence. To ale Ferda nedělal, a tak ho nakonec chtěl sežrat.                                                                          |
|   | Střevlík Masorád     | Maniak na lov, s Ferdou chodil lovit a při tom Ferda střevlíka nechtěně málem zastřelil, nakonec od něj raději utekl hlavně kvůli jeho nové družce.                                                                                      |
|   | Čmelák               | Veselý a pořád se o něco sázel. Když jednou viděli hasiči jeho červený zadeček, tak si mysleli že hoří a čmeláka postříkali. |
|   | Hlemýžď              | Jednou když pršelo, nechtěl pustit Ferdu do své ulity, a za to se mu Ferda pomstil. Proto ho s ostatními zápornými postavami neustále pronásleduje.                                                                                      |
|   | Cvrček               | Je přátelský, Ferda mu pomáhal opravit rádio, když se mu rozbilo. |
|   | Škvoři               | Na louce dělají strážníky, Ferdu jednou chytali, když na něj žalovala Beruška. |
|   | Nožička              | Mravenec, nejlepší běžec v mraveništi. Jednou se stalo, že když se chytali mšice, tak ho jedna zalehla a zlomila mu nohu. |
|   | Stonožka             | Ferda si ji chytil, navázal na ní košťata a smetáky. Za provaz ji protáhnul celým mraveništěm a tím mraveniště vyčistil, pak ji pustil.                                                                                                  |
|   | Rezaví mravenci      | Odjakživa nepřátelé černých mravenců, ke kterým patří i Ferda. Rádi kradou. Ferda pomáhá v boji s nimi. |
|   | Potápník Straširybka | Potápník, u kterého Ferda také sloužil, jeho hlavní práce byla nahánět vzduch pod vodu, aby v ní mohl potápník a jeho larvy vydržet. Choval se k Ferdovi slušně. Jeho larvy si z Ferdy často dělaly legraci a Ferda zase z nich.         |
|   | Kovaříci             | Ferdovi známí a pomocníci. Pomohli mu utéct před trestem, který dostal i přesto, že nic špatného neudělal. |
|   | Růměnice             | Ploštice, známá cvrčka. Ferda jí společně s kovaříky postavil hračky a hřiště pro její mnohačetné děti. |
| * | Mimozemšťani         | Přišli zkoumat zem, ale nechovali se vůbec dobře a pomocí zvláštní páky mohli každého znehybnit, nebo se postarat o to, aby zmizel. Páku jim Čmuchálek urval a odnesl, když ho mimozemšťani s jeho přáteli pustili do létajícího talíře. |
| * | Molka                | Otylá bledá nízká stařena s rezavými vlasy, které patří jediná hospoda široko daleko. Nosí černé kalhoty a žluté triko a zástěru. V její hospodě si Brouk Pytlík zařídil kino.                                                           |
| * | Flip a Flop          | 2 škvoří strážníci, jsou zbrklí a hloupí. Když chtěli zatknout mimozemšťany i Ferdu s Broukem Pytlíkem, tak se jeden mimozemšťan postaral o jejich úplné zmizení.                                                                        |

* hvězdičkou jsou označeny postavy nevyskytující se v Sekorových knihách